# DVV Media Group
Die DVV Media Group GmbH ist ein international agierendes Medienunternehmen. Die Zentrale ist in Hamburg. Das Unternehmen firmierte bis 2007 als Deutscher Verkehrs-Verlag. Die DVV Media Group hat einen Tochterverlag in Großbritannien. Das Kerngeschäft der Gruppe gliedert sich in die Unternehmensbereiche Transport, Logistik, Verkehr und Technik. Am 31. Juli 2013 erwarb die Rheinische Post Mediengruppe alle Anteile der DVV Media Group GmbH und gliederte sie damit vollständig in ihr Portfolio als Fachsegment ein.

## Geschichte

### Gründung
Der Deutsche Verkehrs-Verlag wurde am 1. Juli 1947 in Heidelberg gegründet. Ziel war die Herausgabe der Deutschen Verkehrs-Zeitung, die am 10. Juli 1947 erstmals erschien. 1948 zog das Unternehmen nach Hamburg.

### Vorgeschichte
Die Ursprünge der DVZ und des Deutschen Verkehrs-Verlages liegen jedoch weiter zurück. Der Verleger und Drucker Guilleaume (Wilhelm) Brichet gab in Hamburg bereits 1796 die ‚Hamburg-Altonaer Waaren-Einfuhr-Liste‘ heraus.
Die 1885 gegründete Firma ‚Franke & Scheibe‘ übernahm 1891 die ‚Verlagsdruckerei W. Brichet‘ und verschmolz die Hamburg-Altonaer Waaren-Einfuhr-Liste mit den eigenen ‚Schiffsnachrichten‘. In den 1930er Jahren verließ das Hamburger Druck- und Verlagshaus das bisherige Stammgeschäft der Hafenwirtschaft und Seeschifffahrt und gab ab 1933 die verkehrsträgerübergreifende Zeitung ‚DVN Deutsche Verkehrs-Nachrichten‘ heraus.
Nach dem Zweiten Weltkrieg erhielt der Verlag Franke & Scheibe keine Lizenz der britischen Verwaltung zur erneuten Herausgabe der Deutschen Verkehrs-Nachrichten. Der Verleger des Heidelberger Tageblattes, Otto Pfeffer, erhielt eine Lizenz der Amerikaner zur Herausgabe einer Verkehrszeitung. So kam es zur Zusammenarbeit der Hamburger mit dem Heidelberger Verleger.

### Jüngere Geschichte
1982 übernahm der Deutsche Verkehrs-Verlag erst 75 % des Seehafen Verlages. Vom Hoppenstedt Verlag erwarb der DVV den Tetzlaff-Verlag. Weitere Akquisitionen der 1980er und 1990er Jahre waren die ‚Griephan Briefe‘ und die Zeitschrift ‚CIM Conference & Incentive Management‘.
2005 stieg die Verlagsgruppe Handelsblatt als strategischer Investor bei der DVV-Gruppe ein und übernahm zum Teil die Anteile der Erben der Verlagsgründer. Zum Jahreswechsel 2008/2009 erwarb der DVV-Geschäftsführer Dieter Flechsenberger zusätzlich zu seinem bisherigen Gesellschafteranteil von 4 % den von der Verlagsgruppe Handelsblatt gehaltenen Anteil und stieg somit zum zweiten Großgesellschafter mit 49 % auf. Am 1. Oktober 2009 kaufte sich die Rheinisch-Bergische Verlagsgesellschaft als Gesellschafter der DVV Media Group ein und übernahm 40 % der Anteile. Im Jahr 2013 wurde die Rheinische Post Mediengruppe Alleingesellschafterin des DVV.

## Struktur
Die DVV Media Group agiert sowohl als Holding der Verlagsgruppe, als auch als operative Gesellschaft in Deutschland.
Geschäftsführer ist Martin Weber.

### Geschäftsfelder
Die DVV Media Group strukturiert sich in die Geschäftsfelder
- Logistik & Transport, Verlagsleitung: Oliver Detje
- Technik & Verkehr, Verlagsleitung: Manuel Bosch
  - Bahnindustrie
  - ÖPNV
  - Schifffahrt
  - Energie
- DVV International, Geschäftsführung: Andy Salter, Martin Weber
  - Luftfahrtindustrie
  - Straßengüterkehr
  - Bahnindustrie
  - Internationale Logistik
  - Personalmanagement

### Tochterfirmen der DVV Media Group
- DVV Media International Ltd., Sutton, Großbritannien
- DVV Media International (USA) LLC, Dover
- DVV Media International (Asia) Pte Ltd, Singapur
- publish-industry GmbH, München

## Publikationen
Die DVV Media Group publiziert mehr als 80 Fachmedien, darunter Magazine, Zeitungen, Zeitschriften, Newsletter, Bücher, Verzeichnisse und Websites, unter anderem sind dies die Titel:

### Geschäftsfeld Logistik & Transport
- DVZ – Deutsche Verkehrs-Zeitung
- DVZ-Brief
- Täglicher Hafenbericht (THB Deutsche Schifffahrts-Zeitung)

### Geschäftsfeld Technik & Verkehr
- Schiff & Hafen
- Ship & Offshore
- New Ships
- Der Eisenbahningenieur (EI)
- Eisenbahntechnische Rundschau (ETR)
- Rail Business
- Der Nahverkehr
- Nahverkehrs-Nachrichten (NaNa)
- NaNa-Brief
- Signal + Draht
- Griephan Global Security
- Griephan Briefe

### Geschäftsfeld DVV International
- Flight International
- Commercial Motor
- Motor Transport
- Truck & Driver
- Railway Gazette International
- Metro Report
- HeavyLift PFI
- Personell Today
- Whatmedia
- Employee Benefits
- Forum for Expatriate Management

Das elektronische Angebot erstreckt sich auf über 35 Websites, ergänzt durch Anwendungen für Smartphones und Tablets.